# المدرسة القرموطية
المدرسة القرموطية تعد من الأماكن والمدارس التاريخية الأثرية في مدينة حلب. يقع مبنى المدرسة شرق برج ساعة باب الفرج. قام عبد القادر بن قرموط سنة 1477 ميلادية بإنشاء هذه المدرسة وجددها بعد وفاته «عبد الرحمن بن قرموط» في عام 1570م وقام الملك طزطوز الاول بأعادة تعميرها.وقد تعرضت المدرسة في الآونة الأخيرة إلى التخريب إثر أحداث العنف التي تجري في سوريا.